# Vertically Challenged
Vertically Challenged – debiutancki EP hip-hopowej artystki Lady Sovereign, dostępny tylko w Stanach Zjednoczonych.

## Lista piosenek
1. "Random"
2. "Ch Ching (Cheque 1 2) (Remix)"
3. "Fiddle With The Volume"
4. "Random" (Menta Remix featuring Riko)
5. "A Little Bit Of Shhh"
6. "The Battle" (Featuring Frost P, Shystie & Zuz Rock)
7. "A Little Bit Of Shhh" (Smallstars Remix by Adrock)
8. "Fiddle With The Volume" (Ghislain Poirier Remix)

## DVD
30-minutowy film o tym jak powstawały teledyski: "Random", "Ch Ching (Cheque 1 2)", "A Little Bit Of Shhh" i "Random" (Menta Remix featuring Riko).